# Nordre Land
Nordre Land er en kommune i Innlandet fylke i Norge. Den grænser i nord til Nord-Aurdal og Gausdal, i nordøst til Lillehammer, i øst til Gjøvik, i syd til Søndre Land, i sydvest til Sør-Aurdal, og i vest til Etnedal. Højeste punkt er Spåtind der er 1.415 moh. og ligger på grænsen til Etnedal.

## Areal og befolkning
Kommunen havde i 6.624 indbyggere. De fleste nordrelendinger bor i Dokka, Nord-Torpa og Aust-Torpa.

## Geografi
Indsøerne Randsfjorden, Dokkfløyvatnet og Akksjøen ligger i kommunen. Elven Dokka løber fra Dokkfløyvatnet i nord og ned gennem Torpa og til byen Dokka, og videre til Randsfjorden. Denne elv er reguleret. Elven Etna løber fra nabokommunen Etnedal i vest, gennem Nordsinni, før denne også løber ud i Randsfjorden. Elven er ikke reguleret.

## Seværdigheder
- Lands Museum, friluftsmuseum i Dokka
- Helleristningerne ved Møllerstufossen,  helleristning i Etna elven.[3]

## Kendte nordrelendinger
- Anna Georgine Rogstad (1845–1938), var den første kvinde på Stortinget.